# .mh
.mh este un domeniu de internet de nivel superior, pentru Insulele Marshall (ccTLD).